# 1, 2 Step
"1, 2 Step" é uma canção de hip-hop gravada para o álbum de estúdio de estreia de Ciara, Goodies. Conta com a participação de Missy Elliott. Foi escrita por Ciara e Missy Elliott e produzido por Jazze Pha, foi lançado como o segundo single do álbum, em outubro de 2004 nos Estados Unidos. A canção foi inspirada em músicas dos anos 1980,

## Histórico de lançamento
| País           | Data                  |
| -------------- | --------------------- |
| Estados Unidos | 23 de outubro de 2004 |
| Reino Unido    | 11 de abril de 2005   |

## Desempenho nas paradas
| Top (2004/2005)                                       | Melhor posição |
| ----------------------------------------------------- | -------------- |
| Alemanha - Parada de Singles                          | 7              |
| Austrália - ARIA                                      | 2              |
| Bélgica - Parada de Singles                           | 14             |
| Canadá - Parada de Singles                            | 1              |
| China - Parada de Singles                             | 5              |
| Finlândia - Parada de Singles                         | 10             |
| França - Parada de Singles                            | 31             |
| Países Baixos - Parada de Singles                     | 17             |
| Nova Zelândia - Parada de Singles                     | 2              |
| Suécia - Parada de Singles                            | 23             |
| Estados Unidos - Billboard Hot 100                    | 2              |
| Estados Unidos - Billboard Top Canções de Hip-Hop/R&B | 4              |
| United World Chart                                    | 6              |